# Crosskeya chrysos
Crosskeya chrysos är en tvåvingeart som beskrevs av Hiroshi Shima och Chao 1988. Crosskeya chrysos ingår i släktet Crosskeya och familjen parasitflugor. Inga underarter finns listade i Catalogue of Life.